# Кларксвілл (Вірджинія)
Кларксвілл (англ. Clarksville) — місто (англ. town) в США, в округах Галіфакс, Мекленберг штату Вірджинія. Населення — 1300 осіб (2020).

## Географія
Кларксвілл розташований за координатами 36°37′8″ пн. ш. 78°33′52″ зх. д. / 36.61889° пн. ш. 78.56444° зх. д. (36.618779, -78.564367).  За даними Бюро перепису населення США в 2010 році місто мало площу 5,16 км², з яких 5,08 км² — суходіл та 0,08 км² — водойми. В 2017 році площа становила 7,64 км², з яких 7,54 км² — суходіл та 0,10 км² — водойми.

### Клімат
| Клімат : Кларксвілл                        | Клімат : Кларксвілл | Клімат : Кларксвілл | Клімат : Кларксвілл | Клімат : Кларксвілл | Клімат : Кларксвілл | Клімат : Кларксвілл | Клімат : Кларксвілл | Клімат : Кларксвілл | Клімат : Кларксвілл | Клімат : Кларксвілл | Клімат : Кларксвілл | Клімат : Кларксвілл | Клімат : Кларксвілл |
| Показник                                   | Січ.                | Лют.                | Бер.                | Квіт.               | Трав.               | Черв.               | Лип.                | Серп.               | Вер.                | Жовт.               | Лист.               | Груд.               | Рік                 |
| Середній максимум, °C                      | 9,7                 | 11,6                | 16,3                | 21,9                | 25,8                | 29,9                | 32,0                | 31,1                | 27,6                | 22,2                | 17,5                | 11,3                | 21,4                |
| Середній мінімум, °C                       | −3,1                | −1,7                | 2,6                 | 7,5                 | 12,9                | 17,9                | 20,3                | 19,4                | 15,4                | 8,0                 | 2,9                 | −1,3                | 8,4                 |
| Норма опадів, мм                           | 83                  | 72                  | 100                 | 84                  | 104                 | 106                 | 114                 | 78                  | 95                  | 87                  | 82                  | 87                  | 1094                |
| ------------------------------------------ | ------------------- | ------------------- | ------------------- | ------------------- | ------------------- | ------------------- | ------------------- | ------------------- | ------------------- | ------------------- | ------------------- | ------------------- | ------------------- |
| Джерело: xmACIS2 (Monthly Climate Normals) |                     |                     |                     |                     |                     |                     |                     |                     |                     |                     |                     |                     |                     |

## Демографія
Згідно з переписом 2010 року, у місті мешкало 1139 осіб у 581 домогосподарстві у складі 314 родин. Густота населення становила 221 особа/км².  Було 768 помешкань (149/км²).
Расовий склад населення:
| - 72,0 % — білих - 25,7 % — чорних або афроамериканців - 0,5 % — азіатів - 0,1 % — корінних американців |

До двох чи більше рас належало 1,3 %. Частка іспаномовних становила 1,2 % від усіх жителів.
За віковим діапазоном населення розподілялося таким чином: 14,9 % — особи молодші 18 років, 57,9 % — особи у віці 18—64 років, 27,2 % — особи у віці 65 років та старші. Медіана віку мешканця становила 51,5 року. На 100 осіб жіночої статі у місті припадало 88,0 чоловіків;  на 100 жінок у віці від 18 років та старших — 81,8 чоловіків також старших 18 років.
Середній дохід на одне домашнє господарство  становив 53 210 доларів США (медіана — 38 194), а середній дохід на одну сім'ю — 72 455 доларів (медіана — 58 750). Медіана доходів становила 40 486 доларів для чоловіків та 38 068 доларів для жінок. За межею бідності перебувало 17,7 % осіб, у тому числі 19,6 % дітей у віці до 18 років та 14,2 % осіб у віці 65 років та старших.
Цивільне працевлаштоване населення становило 521 осіб. Основні галузі зайнятості: освіта, охорона здоров'я та соціальна допомога — 26,3 %, мистецтво, розваги та відпочинок — 14,6 %, науковці, спеціалісти, менеджери — 9,2 %, роздрібна торгівля — 8,8 %.